# 圣里塔-迪卡西亚
圣里塔-迪卡西亚是巴西巴伊亚州的一个市镇。总面积6071.116平方公里，总人口27224人，人口密度4.5人/平方公里。